# 유지니아
《유지니아》(Eugenia)는 온다 리쿠가 집필한 일본의 추리 소설이다. 제 59회 일본 추리 작가 협회상(日本推理作家協会賞) 장편 부분 및 단편 연작집 부문 수상작이며 제 133회 나오키상 후보에 올랐다.
'KADOKAWA 미스테리'지에서 2002년 8월부터 2003년 5월호까지, '책의 여행자'지에서는 2003년 7월호부터 2004년 9월호까지 연재하였으며 2005년에 일어판 단행본이 출판되었고 2007년에는 한국판 단행본이, 2008년에는 일어판 문고본이 출판되었다.

## 줄거리
호쿠리쿠 지방 K시의 유서 깊은 집안인 아오사와 가에 들이닥친 대량 독살 사건. 축배 소리가 난 직후 술을 마신 사람들이 허우적거리며 괴로워하기 시작했다. 가족, 친족, 업자, 놀러운 인근 주민과 아이들 전부 합쳐서 17명이 사망했다. 현장에는 유지니아라고 적힌 의미를 알 수 없는 단어가 적힌, 수수께끼의 시같은 것이 놓여있었다.
사건의 진상은 혼돈투성이이며 조사는 도무지 진전되지 않는다. 하지만 사건 발생 3달이 지난 10월 말, 한 남자가 자살했다. 불면증과 망상에 시달려서 정신과 진료기록도 있던 이 남자는 '이번 사건을 벌인 사람은 자신이다'라며 유서를 써놓았다. 찜찜한 구석도 있었지만 일단 사건은 종지부를 찍었다.
사건 발생 수십년 후 우리가 간과하고 있던 사건의 '진실'을 사람들이 말하기 시작한다.

## 등장 인물
사이가 마키코
사건 발생 당시 초등학교 5학년이었다. 대학생 때 이 사건을 주제로 한 졸업 논문을 썼으며 소설 '잊혀진 축제'를 발간했고 베스트셀러가 되었다. 현재는 주부로 남편, 딸과 평범한 일상을 보내고 있다.
아오사와 히사코
사건 발생 당시 중학교 1학년이었다. 아오사와 가의 장녀다. 당시 집 안에 있던 사람 중 유일한 생존자이며 자가중독증을 앓고 있었다. 초등학교입학 전에 그네에서 떨어져 맹인이 되었다. 대학원에서 만난 독일 사람과 결혼했다.
자살한 남자
담배 가게 안에 있는 아파트에 살고 있었다. 단정한 외모의 소유자며 예의도 바르지만 일도 안하고 빈둥빈둥 놀고 있고 집에 틀어박혀 있기만 해서 어른들한테는 좋지 못한 평가를 받고 있지만 이상하게도 아이들은 잘 따르는 모습을 보였다. 메밀 국수 가게의 쇼윈도에 전시해 놓은 낡은 족자를 바라보고 있는다. 세번째 눈(백호[白毫])을 원하고 있었다.
마키코의 후배
사건 발생 당시 초등학생이었다. 대학생 때 마키코가 사건 청취 조사할 때 도와줬다.
사이가 세이이치
마키코의 큰오빠. 사건 발생 당시 중학교 3학년이었다. 결벽증 증세를 보인다
사이가 준지
마키코의 작은오빠. 세이이치와는 연년생 형제로 사건 발생 당시 중학교 2혁년이었다. 가만히 있지 못하는 성격을 가졌다. 20대 때 자살한다.
아오사와 가의 가정부
독이 든 술을 마셨지만 조금 마셔서 기적적으로 목숨은 건졌다. 하지만 오랫동안 후유증으로 고생한다. 범인은 아니지만 사람들로부터 끊임없이 의심받았다.
가정부의 딸
사건 발생 당시에는 난산(難産) 끝에 둘째 아들을 낳은 후에 회복력이 떨어져서 병원에 입원한 상태였다. 고뇌하는 어머니를 필사적으로 지탱해주었다.
사건 담당형사
이시카와현의 형사다. 종이접기를 잘하며 종이접기 중 어려운 접기인 렌즈루도 곧잘한다. 사건과 처음 접했을 때 히사코가 범인이라고 확신했으며 지금도 똑같은 생각을 하고 있다고 한다.
문방구 젊은 사장
메밀 국수 가게의 쇼윈도에 전시해 놓은 낡은 족자를 쳐다보고 있는 남자가 신경쓰여서 그 후로도 몇번 보게 된다. 사건 당일 구급차랑 경찰차 사이렌이 울리는 중에 만족한 표정으로 족자를 바라보는 남자를 보았다.
담배 가게의 둘째 아들
사건 당시 초등학생이었다. 범인이라 일컬어지는 자살한 사내에게 라디오 조립방법이랑 공부를 배우고 있었다. 그를 형이라 부르며 쫓아다녔다. 사건 발생 당일 몇 주 전 즈음해서는 그의 상태가 이상해진 거 같아서 멀리했다.

## 같이 보기
- 백일홍 - 소설에서 '흰 백일홍 꽃'이 키워드가 된다.
- 제국은행 사건 - 복잡한 범죄 수법으로 인해 '제 2의 제국은행 사건'이라 칭했다.